# Capacitat de bescanvi catiònic

Bescanvi catiònic:Granulo de concime (grànul d'adob potàssic), colloide (col·loide,argila), radice (arrel)

La capacitat de bescanvi catiònic o capacitat d'intercanvi catiònic (CIC) (en anglès:cation exchange capacity, CEC) en edafologia o pedologia, és la capacitat que té un sòl per a fer bescanvi (retenir i alliberar) d'ions positius (és a dir de cations) entre el sòl i una solució de sòl a un pH determinat. La capacitat de bescanvi catiònic és una característica de l'argila i l'humus d'un sòl. La CIC és una mesura de la fertilitat d'un sòl, de la seva capacitat de retenir nutrients, de protegir l'aigua subterrània de la contaminació catiònica i de la capacitat tampó (mantenir el pH).
La CIC correspon doncs al nombre de llocs negatius (carregats negativament) dins la matriu del sòl
Les argiles estan carregades negativament mentre els cations ho estan positivament, per la qual cosa els sòls amb més concentració d'argila tenen capacitat de bescanvi catiònic més important i resulten més fèrtils a igualtat de condicions.
En les anàlisis de sòls la capacitat de bescanvi s'expressa en mil·ligrams equivalents (miliquivalents, meq) d'hidrogen per 100 g de mostra seca, (meq/100 g). Una altra expressió equivalent, més utilitzada per científics, és en centimols per kilogram de mostra (cmol/kg). (L'expressió numèrica és la mateixa per a ambdues unitats.)

## CIC en els sòls
En sòls agrícoles es considera adequada una CIC de 10 a 30 meq/100 g

### Exemples de CIC[1]
- Caolinita: 10 mq/100 g.
- Clorita: 25 mq/100 g
- Esmectita: 110 mq/100 g
- Vermiculita: 125 mq/100 g

- Matèria orgànica: 100 mq/100 g.

Els cations més importants presents en els sòls per al creixement de les plantes són el calci (Ca++), magnesi (Mg++), potassi (K+), amoni (NH4), sodi (Na+) i hidrogen (H+). Els quatre primers són nutrients. En sòls àcids gran part dels cations són hidrogen i alumini en diverses formes en aquests sòls la CIC indica la quantitat de cal a aportar (encalat) per pujar el pH del sòl.
També contribueixen a la CIC les classes, quantitats i combinacions dels minerals argilencs i les quantitats de matèria orgànica i el seu estat de seccomposició. Els tipus d'argiles amb major capacitat de bescanvi tendeixen a enllaçar els cations bivalents com són el Ca++ i el Mg++, amb més energia que el K+ i això pot afectar la disponibilitat de nutrients.
Saturació de bases és quan la CIC està neutralitzada principalment per calci, magnesi, potassi i sodi.